# Юань Шу
Юань Шу (кит. трад. 袁術, упр. 袁术, пиньинь Yuán Shù; ? — 199) — китайский полководец эпохи поздней Хань и Троецарствия, член знатного рода Юаней. Известен в качестве одного из героев романа «Троецарствие».
Один из младших двоюродных братьев Юань Шао. Участвовал в восстании против Дун Чжо на должности начальника по снабжению войска провиантом. Во время гражданской войны Юань Шу правил округами Хэнань и Аньхой, в союзе с императором царства У Сунь Цэ подчинил ему много уездов к югу от Янцзы. Поддавшись на провокацию, устроенную Цао Цао, Юань Шу напал на Лю Бэя и разбил его войска. В это время округ, принадлежавший Лю Бэю, Сюйчжоу, перешёл к Люй Бу. Это способствовало тому, что Лю Бэй перешёл на службу к Цао Цао. Юань Шу попытался породниться с Люй Бу (женить своего сына на дочери Люй Бу). Однако взаимное недоверие и полученный Люй Бу от Цао Цао титул не дали этому осуществиться.
Вскоре Юань Шу объявил себя императором и начал войну против Цао Цао, к тому времени контролировавшего императора Сянь-ди и приумножившего свои земли. Юань Шу не получил поддержки от других правителей и проиграл бой Люй Бу. Сунь Цэ объединился с Цао Цао против Юань Шу. Вместе они провели успешное наступление на Юань Шу и в 198 году взяли столицу округа Хунань, город Хоучунь. В 199 году Юань Шу проиграл бой войскам Цао Цао под руководством Лю Бэя и вскоре умер, успев объявить императором Юань Шао.